# The Once Over
Pour plus de détails, voir Fiche technique et Distribution.
The Once Over (littéralement : Une fois fini) est un film muet américain réalisé par Frank Cooley, sorti en 1915.

## Fiche technique
- Titre : The Once Over
- Réalisation : Frank Cooley
- Scénario : Clyde Campbell
- Producteur :
- Société de production : American Film Manufacturing Company
- Société de distribution : Mutual Film
- Pays de production :  États-Unis
- Langue : film muet avec les intertitres en anglais
- Métrage : 600 m
- Format : Noir et blanc — 35 mm — 1,33:1 — Muet
- Genre : Comédie dramatique
- Durée : 20 minutes
- Date de sortie : 
  - États-Unis : 6 avril 1915

## Distribution
- Webster Campbell : Bob Green
- James Harris : Tom Brown
- Virginia Kirtley : Nellie Blake
- Irving Cummings (non confirmé)